# Brachypterolus cylindricus
Brachypterolus cylindricus is een keversoort uit de familie bastaardglanskevers (Kateretidae). De wetenschappelijke naam van de soort werd in 1936 gepubliceerd door Joseph Henri Adelson Normand.